# Frühling, Sommer, Herbst und Tod
Frühling, Sommer, Herbst und Tod (engl. Different Seasons) ist eine Novellensammlung des US-amerikanischen Schriftstellers Stephen King. Das Buch erschien 1982 beim New Yorker Verlag Viking Press. Eine deutsche Übersetzung (von Harro Christensen) wurde zwei Jahre später bei Bastei Lübbe publiziert. Das Buch enthält vier Novellen denen im Titel jeweils eine Jahreszeit zugeordnet wird. Mit einer Ausnahme (Ein Wintermärchen: Atemtechnik) entbehren die Geschichten – für King untypisch – jeglicher übersinnlicher Elemente.

## Inhalt

### Frühlingserwachen:Pin-up
- engl. Hope Springs Eternal: Rita Hayworth and Shawshank Redemption

Der Bankmanager Andy Dufresne wird – unschuldig – wegen Mordes an seiner Frau und ihres Liebhabers zu lebenslanger Haft im Gefängnis Shawshank verurteilt. In den Anfangsjahren wird er durch seine Mitgefangenen gedemütigt, doch er arbeitet sich in der Gefängnishierarchie immer weiter nach oben. Er kümmert sich um die Steuer- und Finanzangelegenheiten der Wachmannschaft und insbesondere des Leiters des Gefängnisses.
Im Gefängnis freundet sich Andy mit Red – dem Erzähler der Geschichte – an. Red, der ebenfalls – aber im Gegensatz zu Andy schuldig – wegen Mordes an seiner Frau verurteilt wurde, fungiert als Hehler für die anderen Häftlinge und besorgt diesen alles Mögliche – außer Drogen und Waffen. Andy besorgt sich mit Reds Hilfe zum Beispiel einen Geologenhammer, um Steine zu bearbeiten, und Poster mit Pin-up-Girls. Als Andy aus Berichten eines Mitgefangenen auf eine Idee kommt, wie er seine Unschuld beweisen kann, er vom Gefängnisleiter jedoch abgeschmettert wird, denkt er gegenüber Red zum ersten Mal laut über einen Ausbruch nach. Vor seiner Verurteilung hat Andy mit einem Geschäftspartner unter einem Pseudonym Geld angelegt und Ausweispapiere arrangiert. Wenn er da herankäme, könne er ein neues Leben – beispielsweise in Mexiko – beginnen, hofft Andy.
Eines Tages ist Andy tatsächlich verschwunden. Beim Morgenappell fehlt er. Die Untersuchung ergibt, dass er hinter dem Poster eines Pin-up-Girls an seiner Wand über viele Jahre hinweg mit seinem Geologenhammer ein Loch gegraben hat. Durch das Abwassersystem des Gefängnisses hat er sich dann ins Freie gezwängt. Er wird nie gefunden. Jahre später wird Red auf Bewährung entlassen. Andy hatte für Red einen Brief und Geld hinterlassen, unter einem Stein aus Glaslava, der in einer Steinmauer versteckt ist. Bevor Andy verhaftet wurde, hatte er sein Geld beiseitegeschafft und sich von einem Freund eine neue Identität erstellen lassen. In dem Brief unter dem Stein lädt Andy Red ein, ihn zu besuchen. Am Ende macht Red sich auf den Weg nach Mexiko.
Die Erzählung war die Vorlage zum 1994 gedrehten Film Die Verurteilten (engl. The Shawshank Redemption) von Frank Darabont.

### Sommergewitter:Der Musterschüler
- engl. Summer of Corruption: Apt Pupil

Der 13-jährige Todd Bowden lebt in Florida. Er ist von der Zeit des Nationalsozialismus fasziniert und findet heraus, dass in seiner Gegend ein gesuchter Nazi-Kriegsverbrecher unter dem falschen Namen Arthur Denker lebt. Dieser heißt in Wahrheit Kurt Dussander, war im Dritten Reich Kommandant des Vernichtungslagers Patin und wurde später von der Presse „Bluthund von Patin“ getauft.
Todd droht, den über 70-Jährigen auffliegen zu lassen, sollte dieser nicht über seine Verbrechen in allen Einzelheiten erzählen. Anfangs widerstrebend, fängt Dussander an, über die Kriegsverbrechen der Nationalsozialisten zu berichten. Todd ist fasziniert. Beide geraten in eine diabolische Abhängigkeit. Todd zwingt Dussander sogar, während der Erzählungen eine deutsche Uniform anzuziehen, die er in einem Kostümverleih besorgt hat.
Dussander beginnt, Landstreicher in sein Haus zu locken und dort zu ermorden. Todd ermordet ebenfalls Landstreicher (er wird Dussanders „Musterschüler“). Beide wissen allerdings nichts von den Taten des jeweils anderen.
Durch einen Zufall wird Dussander enttarnt: Als Dussander wegen eines Herzanfalls im Krankenhaus liegt, landet zufällig ein Überlebender des Vernichtungslagers Patin im selben Krankenhauszimmer.
Am Ende der Geschichte begibt sich Todd auf einen Amoklauf: Er verschanzt sich hinter einem Baum, um mit einem Gewehr mit Zielfernrohr Menschen zu töten. Nach fünf Stunden beendet die Polizei seinen Amoklauf. Es bleibt offen, ob er überlebt oder von der der Polizei erschossen wird.
Die Erzählung diente als Vorlage zum Film Der Musterschüler (engl. Apt Pupil) von Bryan Singer aus dem Jahr 1998.

### Herbstsonate:Die Leiche
- engl. Fall From Innocence: The Body (siehe Hauptartikel: Die Leiche)

Vier Freunde, kurz vor dem Eintritt in die Mittelschule, machen sich auf den Weg, um einen vermissten Jungen zu finden, der bei einem Bahnunglück den Tod fand. Sie wollen erstmals in ihrem Leben eine Leiche sehen und begeben sich auf eine Reise durch das Maine der 1960er Jahre.
Die Erzählung wurde im Jahr 1986 von Rob Reiner als Stand By Me verfilmt.

### Ein Wintermärchen:Atemtechnik
- engl. A Winter’s Tale: The Breathing Method

Eingefasst in eine Rahmenhandlung, in der sich Mitglieder eines elitären Herrenclubs in Manhattan treffen und unter anderem ungewöhnliche und übersinnliche Geschichten und Ereignisse zum Besten geben, wird in Atemtechnik die Geschichte der schwangeren Sandra erzählt: Sandra, die bei einem Verkehrsunfall Mitte der 1930er-Jahre enthauptet wird, gebärt dennoch ihr Kind.

## Wissenswertes
- Die Novelle Pin-up wurde unter dem Titel Die Verurteilten von Frank Darabont verfilmt und mehrfach für den Oscar nominiert.

- Brad Renfro und Sir Ian McKellen spielten die Hauptrollen der gleichnamigen Verfilmung der Novelle Der Musterschüler (Regie Bryan Singer). Die Unterschiede zwischen der Novelle und dem Film sind hier skizziert.

- Die Novelle Die Leiche wurde unter dem Filmtitel Stand by Me – Das Geheimnis eines Sommers verfilmt und initiierte die Gründung der Filmgesellschaft Castle Rock Entertainment. Die Novelle bildet den Auftakt des Castle-Rock-Zyklus.

## Verknüpfungen zu anderen Werken Kings
- Das Gefängnis „Shawshank“ aus Frühlingserwachen: Pin-up taucht immer wieder in Kings Werken auf: So sitzt zum Beispiel Ace Merrill – enfant terrible aus Herbstsonate: Die Leiche und auch In einer kleinen Stadt – hier Zeit ab; Dolores droht – im gleichnamigen Roman – ihrem Mann immer wieder mit dem „Shawshank“-Gefängnis; im Roman Später wird das Erscheinungsbild eines bestimmten Wohnhauses mit dem des „Shawshank“-Gefängnisses verglichen.[1]
- Andy Dufresne kommt sowohl in Frühlingserwachen: Pin-up als auch in Sommergewitter: Der Musterschüler vor.
- Dussander (in Sommergewitter: Der Musterschüler) kennt „Springheel Jack“, den Killer aus der Kurzgeschichte Erdbeerfrühling (in Nachtschicht).
- In Herbstsonate: Die Leiche wird erwähnt, dass die Zugbahnschienen nach Derry (aus „Es“) verlaufen
- Sheriff George Bannerman wird chronologisch gesehen noch in Dead Zone – Das Attentat eine tragende Rolle spielen und in Cujo seinen Tod finden.
- Der Herrenclub aus Ein Wintermärchen: Atemtechnik trägt denselben Namen wie der Herrenclub in Der Mann, der niemandem die Hand geben wollte (aus der Kurzgeschichtensammlung Im Morgengrauen). Eine Figur mit dem Namen David Adley und ein Butler namens Stevens kommen in beiden Geschichten vor.